# Notoxus desertus
Notoxus desertus är en skalbaggsart som beskrevs av Thomas Casey 1895. Notoxus desertus ingår i släktet Notoxus och familjen kvickbaggar. Inga underarter finns listade i Catalogue of Life.